# Saint-Élix-le-Château
Saint-Élix-le-Château là một xã thuộc tỉnh Haute-Garonne trong vùng Occitanie tây nam nước Pháp. Xã này nằm ở khu vực có độ cao trung bình 225 mét trên mực nước biển.
Lâu đài Saint-Élix-le-Château là một lâu đài thế kyt 16 đã được Bộ Văn hóa Pháp xếp hạng vào danh sách di tích lịch sử.